# Гнатюк Феофанія Олександрівна
Феофанія Олександрівна Гнатюк (нар. 29 січня 1953, село Тагачин, тепер Турійського району Волинської області) — українська радянська діячка, свердлувальниця Ковельського заводу сільськогосподарських машин. Депутат Верховної Ради УРСР 10—11-го скликань.

## Біографія
Народилася в селянській родині. У 1970—1972 роках — колгоспниця колгоспу імені Котовського Турійського району Волинської області.
Освіта середня спеціальна.
З 1972 року — свердлувальниця Ковельського заводу сільськогосподарських машин імені 50-річчя СРСР Волинської області.
Потім — на пенсії в місті Ковелі Волинської області.

## Нагороди
- медалі